# La mucca che ride
La mucca che ride (nome originale La vache qui rit) è un marchio di latticini dell'azienda francese Bel.

## Storia
L'idea di un marchio raffigurante una mucca allegra fu di Léon Bel (1878-1957), figlio del fondatore della Bel Jules Bel (1842-1904), dopo essere stato assegnato al fronte durante la prima guerra mondiale. A ispirare Léon Bel fu il bovino rappresentato sui veicoli che fornivano carne alle truppe francesi. Quest'ultimo, che era conosciuto come La Wachkyrie, è opera dell'illustratore Benjamin Rabier e aveva uno scopo derisorio verso gli avversari tedeschi (il suo nome è infatti una storpiatura di "valchiria").
La vache qui rit venne registrato da Bel il 16 aprile 1921. Nel 1924 il marchio venne rinnovato: alla mucca vennero conferiti un colore rosso e aggiunti delle marche auricolari, rendendola così più simile all'immagine odierna.
Stando a un sondaggio, il marchio è noto all'87% dei francesi. È diffuso in vari paesi esteri.

## Nome
Il marchio La vache qui rit cambia nome a seconda del paese in cui si trova. Ad esempio, in italiano diviene La mucca che ride, in inglese The laughing Cow, in portoghese A vaca que ri e in tedesco Die Lachende Kuh.